# 木下杢太郎

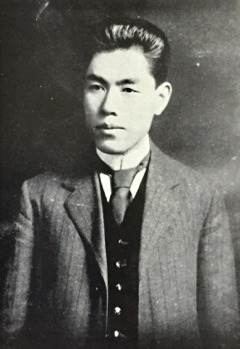
木下杢太郎肖像

木下杢太郎（木下杢太郎，1885年8月1日—1945年10月15日），日本詩人、劇作家、小說家、美術史家與醫學學者，並曾擔任愛知醫科大學教授，本名為太田正雄，出生於日本靜岡縣賀茂郡湯川村（今伊東市）。

## 作品

### 詩
- 食後の唄

### 劇本
- 南蛮寺門前
- 和泉屋染物店